# Ptilodactyla klapperichi
Ptilodactyla klapperichi is een keversoort uit de familie Ptilodactylidae. De wetenschappelijke naam van de soort is voor het eerst geldig gepubliceerd in 1954 door Pic.